# Aqueduto da Carioca

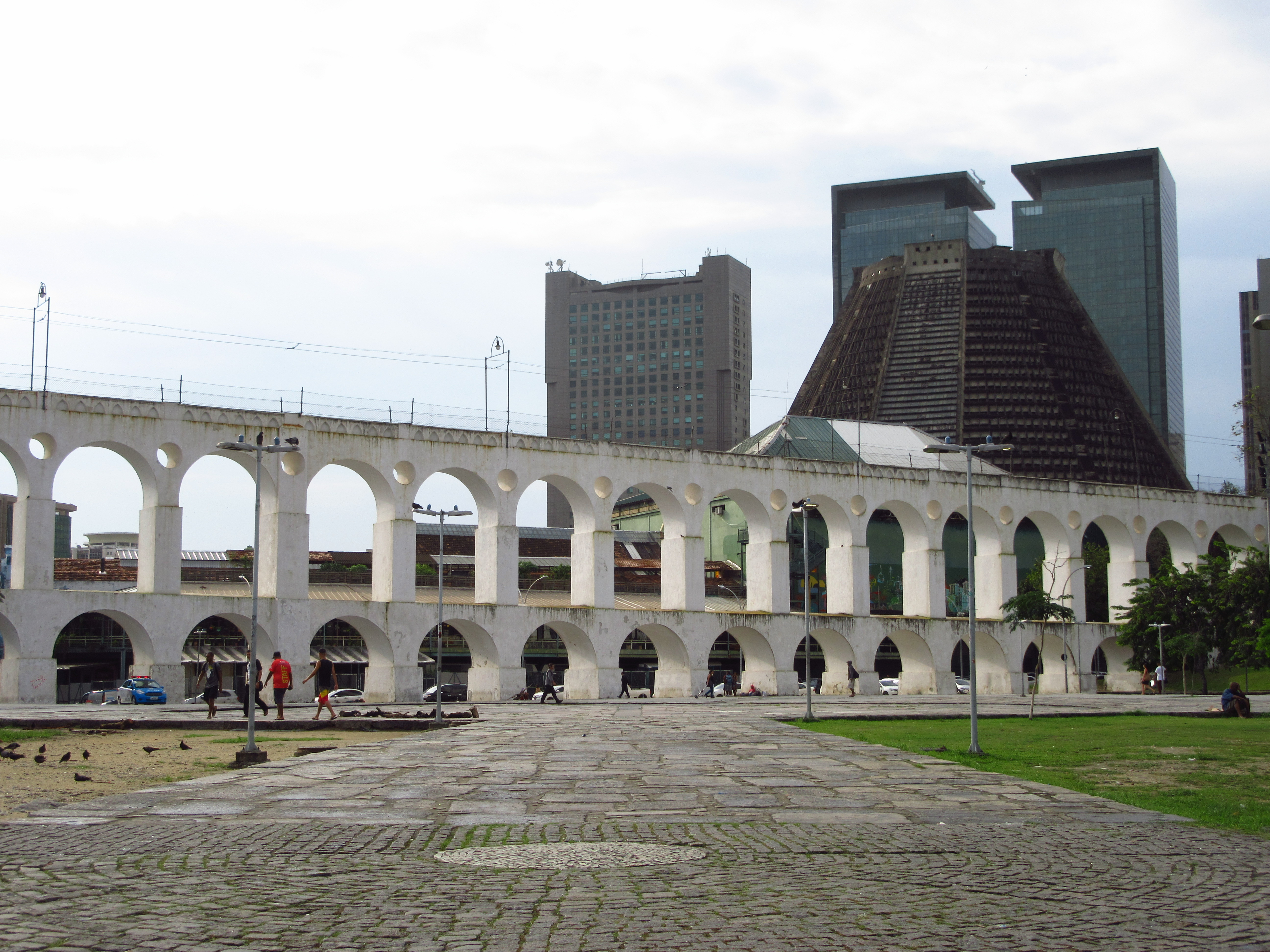
Arcos da Lapa

Os Arcos da Lapa localizam-se na região da Lapa, no bairro da Lapa, na Zona Central do município do Rio de Janeiro, no Brasil. Considerada como a obra arquitetônica de maior porte empreendida no Brasil durante o período colonial, é hoje um dos cartões-postais da cidade, símbolo mais representativo do Rio de Janeiro antigo preservado na região boêmia da Lapa.

## História

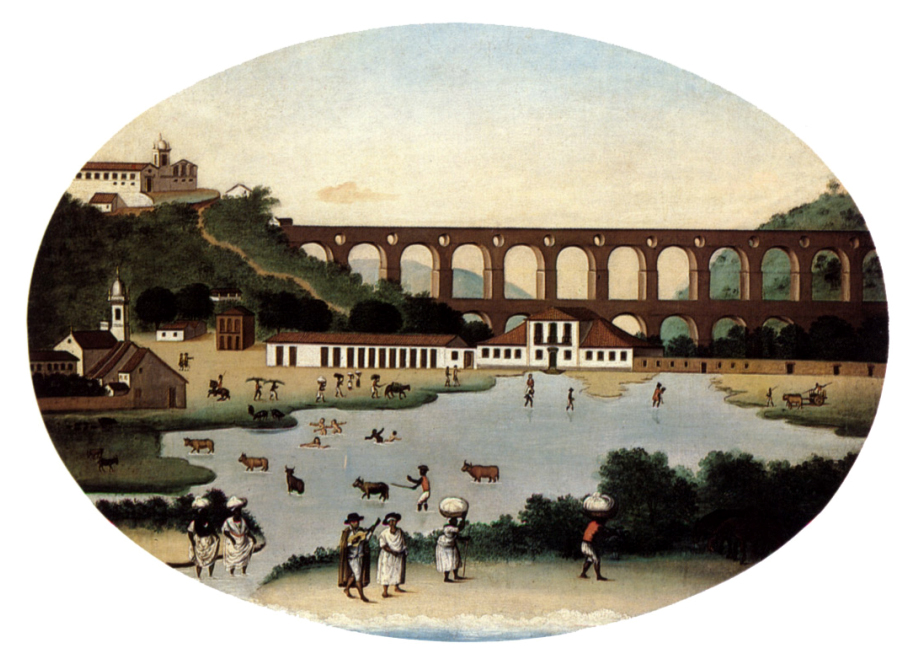
Vista do Aqueduto da Carioca (Leandro Joaquim, c. 1790). A lagoa, em primeiro plano, foi aterrada para a construção do Passeio Público. O edifício no alto do morro é o Convento de Santa Teresa.

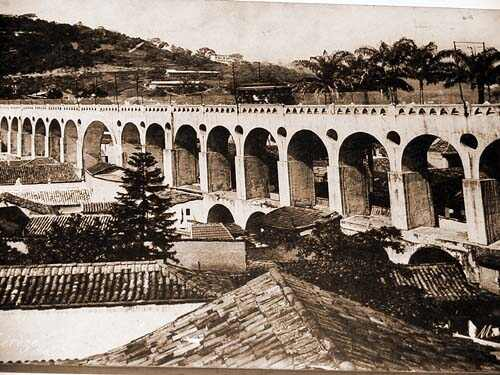
Aqueduto da Carioca, Rio de Janeiro, Brasil (Marc Ferrez, 1896).

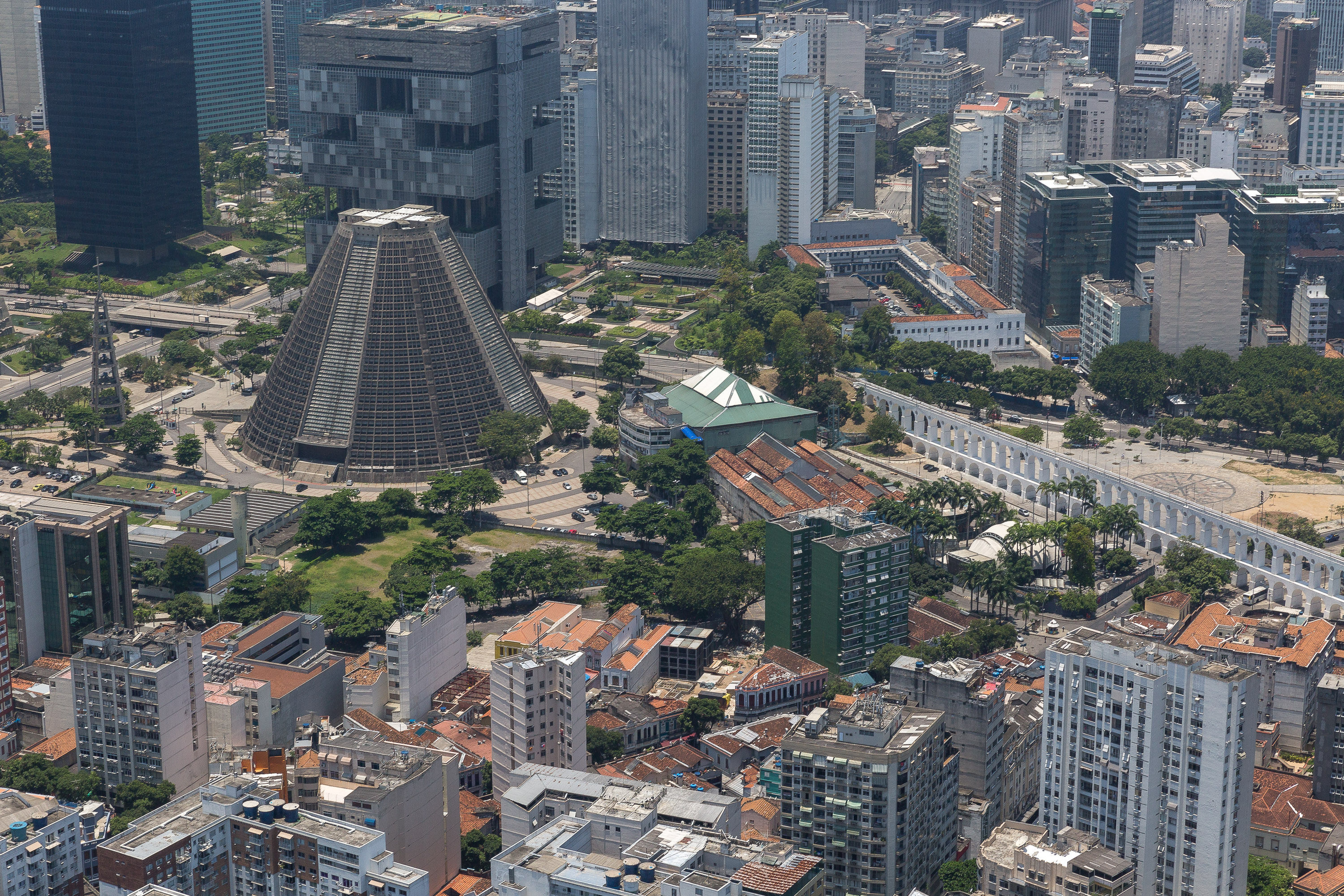
Foto aérea do Aqueduto da Carioca

Os primeiros estudos para trazer as águas do Rio Carioca para a cidade remontam a 1602, por determinação do então governador da Capitania do Rio de Janeiro, Martim Correia de Sá (1602-1608). Em 1624, um contrato para a construção do primitivo conduto foi firmado com Domingos da Rocha, que não chegou a iniciar os trabalhos. Em 1660, apenas 600 braças de canos estavam assentadas, tendo as obras recebido impulso em 1706, sob o governo de dom Fernando Martins Mascarenhas Lancastro (1705-1709).
Em 1718, sob o governo de Antônio de Brito Freire de Menezes (1717-1719), iniciaram-se as obras de instalação dos canos de água através da antiga Rua dos Barbonos (atual Rua Evaristo da Veiga). Sob o governo de Aires de Saldanha e Albuquerque Coutto Matos e Noronha (1719-1725), em 1734, o encanamento alcançava o Campo da Ajuda (atual Cinelândia), ainda nos arrabaldes da cidade à época. Foi este governador quem, alterando o projeto original, defendeu a vantagem de se prolongar a obra até ao Campo de Santo Antônio (atual Largo da Carioca), optando pelos chamados Arcos Velhos – um aqueduto ligando o morro do Desterro (atual morro de Santa Teresa) ao morro de Santo Antônio, inspirado no Aqueduto das Águas Livres, que então começava a se erguer em Lisboa. A obra estava concluída em 1723, levando as águas à Fonte da Carioca, chafariz erguido também nesse ano, que as distribuía à população no referido Campo de Santo Antônio.
A solução foi paliativa, uma vez que já em 1727 se registram reclamações de falta de água, atribuindo-se à ação de quilombolas (escravos fugitivos, que viviam ocultos nas matas) a responsabilidade pela quebra dos canos. Mais tarde, o governo pediu contas ao encarregado pela conservação da obra o qual, furtando-se ao seu dever, evadiu-se. Foram estabelecidas, ainda, penas para os atos de vandalismo contra a obra.
O governador Gomes Freire de Andrade (1733-1763) determinou, em 1744, a reconstrução do Aqueduto da Carioca com pedra do país, diante do elevado custo da cantaria vinda do reino. Com risco atribuído ao brigadeiro José Fernandes Pinto Alpoim, recebeu a atual conformação, em arcaria de pedra e cal. A Carta Régia de 2 de maio de 1747 determinou que as águas fossem cobertas por abóbada de tijolos, para evitar o seu desvio mal-intencionado.
Inaugurado em 1750, as águas brotaram aos pés do Convento de Santo Antônio, em um chafariz de mármore, através de 16 bicas de bronze. Mais tarde essa água foi estendida, através da Rua do Cano (atual Rua Sete de Setembro), até ao Largo do Paço (atual Praça XV de Novembro), onde os navios vinham abastecer-se.
Na segunda metade do século XIX, durante o Império e, posteriormente, diante do advento da República, novas alternativas para o abastecimento de água aos moradores da cidade do Rio de Janeiro foram sendo utilizadas. O aqueduto, a partir de 1896, passou a ser utilizado como viaduto para os novos bondes de ferro da Companhia de Carris Urbanos, principal meio de acesso do centro aos altos do bairro de Santa Teresa, até os dias de hoje.
Em 2011, um turista francês morreu ao cair dos Arcos da Lapa. Ele seguia em pé no estribo quando se desequilibrou ao tentar bater uma foto, ficou preso na mureta e caiu em um vão existente entre o carro e as grades da mureta.
Conservados pelo poder público, em nossos dias, os antigos arcos coloniais servem de pano de fundo para diversos eventos, como as festividades da Semana Santa e o tradicional Auto de Natal da cidade.

## Características

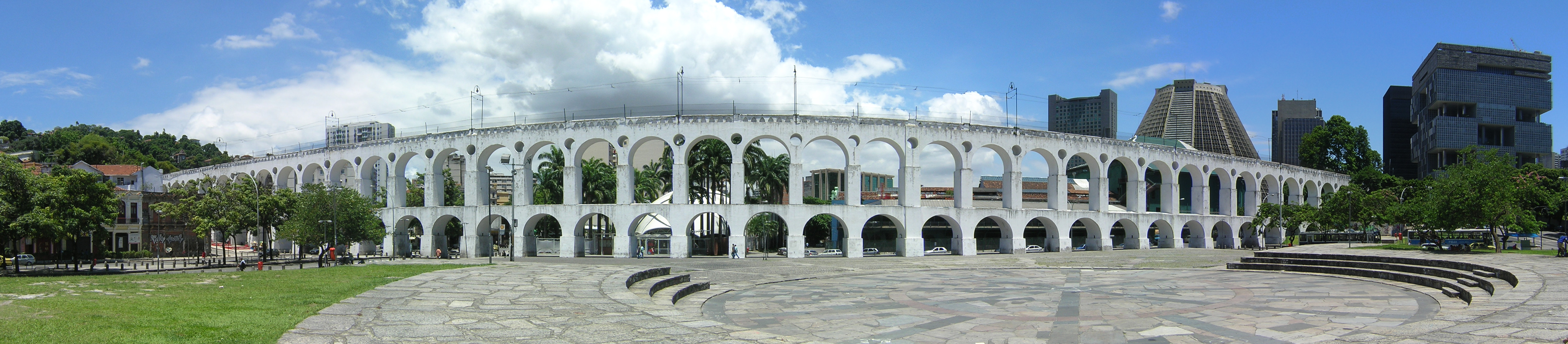
Panorama do Aqueduto da Carioca a partir do Largo da Lapa

A estrutura, em pedra argamassada, apresentava originalmente 270 metros de comprimento por 17,6 metros de altura. Em estilo românico, caiada, possui 42 arcos duplos e óculos na parte superior. Construído com força de trabalho escravizada - indígena e africana -, o Aqueduto foi projetado pelo brigadeiro português José Francisco Pinto Alpoim. Na obra de 1823, Viagem pelo Brasil, os pesquisadores Johann Baptist von Spix e Carl Friedrich Philipp von Martius descreveram o aqueduto da seguinte maneira:
"O mais belo e útil monumento de arquitetura, de que o Rio até aqui se pode gabar, é o aqueduto, concluído no ano de 1740, cópia da obra única no seu gênero em Lisboa do tempo de D. João V, por cujos arcos elevados corre, para as fontes da cidade, água potável, que vem do Corcovado. A maior dessas fontes, o chafariz da Praça do Palácio, logo junto do porto, abastece os navios e está sempre rodeado de bandos de marinheiros de todas as nações".
- Spinx, Johann; Martius, Carl (2017) [1.ª pub. 1823]. Viagem pelo Brasil (PDF). [S.l.: s.n.]